# Kasteel Edelhof

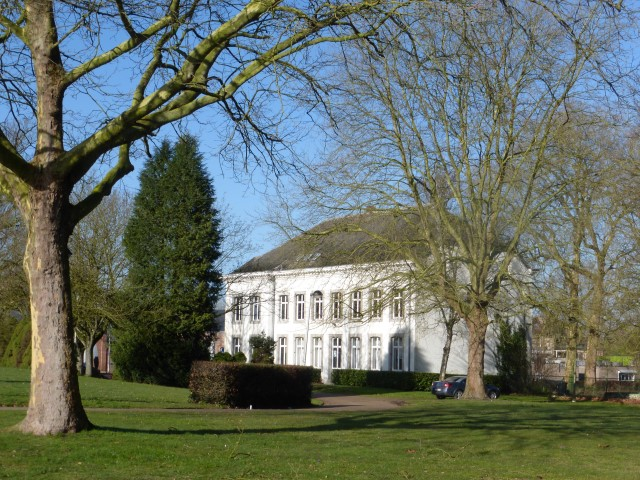
Kasteel Edelhof vanuit het park

Kasteel Edelhof is in wezen een herenhuis dat stamt uit de 2e helft van de 19e eeuw en zich bevindt aan het Leroyplein te Munsterbilzen.
Kasteel Edelhof is grotendeels gebouwd met oud, 18e-eeuws bouwmateriaal dat vermoedelijk van de sloop van gebouwen van de Abdij van Munsterbilzen afkomstig is. Zo zijn de vensteromlijstingen in Lodewijk XV-stijl, en bij de deuren is rococo-houtwerk te vinden.
Voordat dit huis werd gebouwd, bevond zich hier de pastorie uit 1725. Het huidige kasteel is gebouwd in 1850 door de toenmalige burgemeester De Matthys. Nadien werd het bewoond door achtereenvolgens de adellijke families De Wautier, Leroy en Legrelle. In de jaren 40 van de 20e eeuw werd het een hotel-restaurant, wat in 1958 gesloten werd. Tegenwoordig is het gemeentelijk bezit, en er zijn enkele verenigingen gehuisvest, waaronder de heemkundekring.
Het huis wordt geflankeerd door enkele paardenstallen en koetshuizen, en een bakhuis. Hier bevindt zich een brasserie en een bezoekerscentrum dat informatie over de omgeving toont.
Dit alles is gelegen in een gemeentelijk park met vijver.